# Energieeffizientes Gebäude
Ein energieeffizientes Gebäude ist ein Gebäude, das energieeffizient ist, also ein Gebäude, in welchem eine rationelle Energieverwendung zur Umsetzung gelangt.

## Betrachtungsumfang
Die Energieeffizienz eines Gebäudes kann einerseits nur auf den Gebäudebetrieb bezogen betrachtet werden oder auf den gesamten Lebenszyklus eines Gebäudes, einschließlich der grauen Energie. In letzterem Falle, falls Energieeffizienzkonzepte über sämtliche Phasen des Gebäude-Lebenszyklusses in Materialeinkauf, Gebäudeerrichtung, -betrieb und -rückbau einfließen und dabei obendrein Nachhaltigkeit priorisiert wird, wird von sogenannten „grünen Gebäuden“ (engl. „green buildings“) gesprochen.

## Planungsgrundsätze für energieeffiziente Gebäude
Die Entwurfsvorbereitung eines energieeffizienten Gebäudes – gleichgültig ob es sich dabei um einen Neubau oder um einen Umbau im Bestand handelt – kann (ohne Anspruch auf Vollständigkeit) den nachfolgend aufgelisteten Planungsgrundsätzen folgen:
1. Thermische Gebäudehülle mit wärmeisolierender Funktion optimieren.
2. Innenraumklima- und Belüftungskonzept erarbeiten.
3. Entsprechend dem Innenraumklima- und Belüftungskonzept erprobte, effiziente Heizungs-, Klimaanlagen- und Belüftungstechnik (inklusive Warmwasserbereitung) auswählen.
4. Einsatz erneuerbarer Energien berücksichtigen.
5. Stromsparende Beleuchtung und elektrische Geräte nutzen.

Kältebrücken und ein fehlerhafter Luftwechsel bergen eine ernstzunehmende Gefahr von temperaturbedingtem Kondenswasser und damit verbundenem Schimmelbefall. Eine fachgerechte, professionelle Planung und Umsetzung technischer und thermischer Baudetails ist unabdingbar.
Bei allen Vorteilen moderner Bau- und Anlagentechnik gilt ein besonderes Augenmerk der Vermeidung möglicher Bauschäden.

## Effizienzsteigerungspotenziale im Gebäudebereich
Im Hinblick auf die Dekarbonisierung der Energiesysteme sehen Studien die größten Effizienzsteigerungspotenziale im Gebäudebereich. „Demnach könnte der Endenergiebedarf für Raumwärme und Warmwasser bis 2050 um etwa 60 Prozent sinken.“ Wie stark einzelne Technologien zur Senkung des Energiebedarfs beitragen können und welche Rolle dabei Erneuerbare-Wärme-Technologien zugedacht wird, wird unterschiedlich eingeschätzt.

## Rechtsvorschriften in Deutschland

### Anforderungen an die Energieeffizienz
Die Anforderungen an die Energieeffizienz von Gebäuden in Deutschland werden seit dem 1. November 2020 im Gebäudeenergiegesetz (GEG) geregelt. Das bisherige Energieeinsparungsgesetz (EnEG), die bisherige Energieeinsparverordnung (EnEV) und das bisherige Erneuerbare-Energien-Wärmegesetz (EEWärmeG) traten mit dem Inkrafttreten des GEG außer Kraft. Das Gebäudeenergiegesetz ist im September 2023 novelliert worden.

### Förderungen
Gemäß § 35c des Einkommensteuergesetzes ermäßigt sich für Bauherrn, abweichend von dem Grundsatz in Deutschland, dass für eigengenutzen Wohnraum keine steuerliche Berücksichtigung von Aufwand möglich ist, die Einkommensteuer in den beiden auf energetische Sanierungsmaßnahmen folgenden Kalenderjahren. Die Energetische Sanierungsmaßnahmen-Verordnung vom 2. Januar 2020 (BGBl. I S. 3) legt die dafür zu erfüllenden Mindestanforderungen für die baulichen Maßnahmen fest. Acht Anlagen dieser Verordnung gehen auf Maßnahmen zur Wärmedämmung von Wänden, Dachflächen, Geschossdecken, die Erneuerung der Fenster oder Außentüren, die Erneuerung oder den Einbau einer Lüftungsanlage, die Erneuerung der Heizungsanlage, den Einbau von digitalen Systemen zur energetischen Betriebs- und Verbrauchsoptimierung sowie die Optimierung mindestens zwei Jahre bestehender Heizungsanlagen ein.